# Mexikanische Badmintonmeisterschaft 2008
Die Mexikanische Badmintonmeisterschaft 2008 fand in Guadalajara statt. Es war die 59. Auflage der nationalen Titelkämpfe von Mexiko im Badminton.	

## Sieger und Finalisten
| Disziplin    | Gold                         | Silber                                  |
| ------------ | ---------------------------- | --------------------------------------- |
| Herreneinzel | Salvador Sánchez Martínez    | Jesús Aguilar                           |
| Dameneinzel  | Victoria Montero             | Naty Rangel                             |
| Herrendoppel | Lino Muñoz Andrés López      | Daniel Orozco Salvador Sánchez Martínez |
| Damendoppel  | Cynthia González Naty Rangel | Patricia Nuñez Rossina Nuñez            |
| Mixed        | Jesús Aguilar Rossina Nuñez  | José Luis González Alcantar Naty Rangel |

## Referenzen
- http://badminton.com.mx/index.php/campeones/singles-varonil